# Michał Grażyński

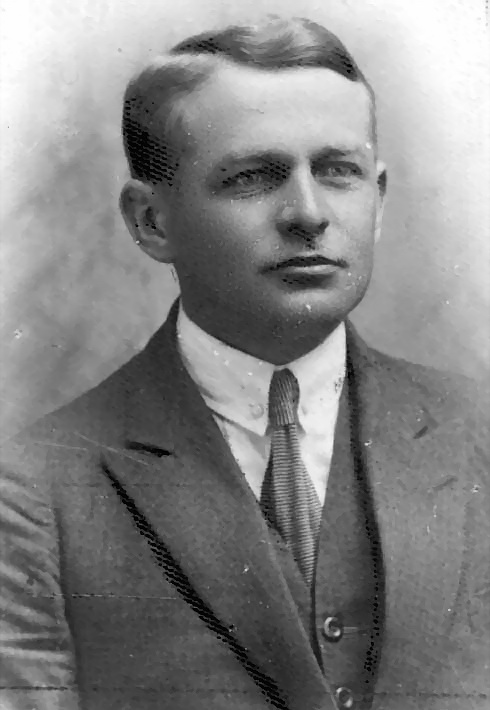
Michał Grażyński (vor 1939)

Michał Tadeusz Grażyński (* 12. Mai 1890 in Gdów als Michał Tadeusz Kurzydło; † 10. Dezember 1965 in London) war ein polnischer Politiker. Er war einer der Führer im Dritten Polnischen Aufstand in Schlesien (1920) neben Wojciech Korfanty, und Wojewode der polnischen Autonomen Woiwodschaft Schlesien (1922–1939).

## Leben
Grażyński war Anhänger und ein enger Mitarbeiter von Marschall Józef Piłsudski, dem späteren polnischen Machthaber. Im Jahre 1926 wurde er neuer Wojewode der 1922 neugegründeten Autonomen Woiwodschaft Schlesien. Er trat gegen die deutsche Minderheit auf und strebte die Polonisierung der oberschlesischen Industrie, die Einsetzung der polnischen Sprache als Amtssprache sowie die Einschränkung des deutschen Schulwesens und der deutschen Presse an. Bis heute ist Grażyński in Oberschlesien, ähnlich wie Korfanty, eine kontrovers diskutierte Person.